# Richia lobato
Richia lobato är en fjärilsart som beskrevs av Barnes 1904. Richia lobato ingår i släktet Richia och familjen nattflyn. Inga underarter finns listade.